# Myrte Eikenaar
Myrte Eikenaar (Diepenveen, 28 juli 1985) is een Nederlands amateurgolfster.
In 2003 haalde Eikenaar haar eindexamen aan het Etty Hillesum Lyceum in Deventer en studeerde van 2003-2006 communicatie wetenschappen aan de Perdue Universiteit en speelde vanaf 2004 in het eerste team van de universiteit. Eikenaars thuisbaan is nu de Koninklijke Haagsche Golf & Country Club. Zij speelt competitie in de hoofdklasse.
In 2008 speelde Eikenaar het Europees kampioenschap voor amateurteams dames met Christel Boeljon, Kyra van Leeuwen, Marieke Nivard, Dewi-Claire Schreefel en Chrisje de Vries waar Nederland op de 6de plaats eindigde.
In 2010 won Eikenaar de kwalificatiewedstrijd op Golfclub Zeewolde hetgeen een wildcard opleverde voor het ABN Amro Ladies Open op Golfclub Broekpolder. Ook kwalificeerde Eikenaar zich hiermee voor deelname aan het Brits Dames Amateur Kampioenschap op Ganton.
Eikenaar werkt sinds 2011 voor de Koninklijke Nederlandse Golf Federatie.

## Gewonnen

### Nationaal
- NK Matchplay Junioren 2002
- NK Strokeplay 2003, 2012 en 2013
- NK Matchplay 2003, 2005, 2006, 2012 en 2013
- NK Mid Amateur 2017
- NK Foursome 2011, 2013 en 2018
- Nationaal Open 2004

### Internationaal
- Lady Gator Invitational 2005
- Europees Kampioenschap Mid-Amateur 2019